# Cormagens
Cormagens (Kormadzin  en patois fribourgeois) est une localité et une ancienne commune suisse du canton de Fribourg, située dans le district de la Sarine.

## Histoire
Cormagens est situé sur la route cantonale Morat-Fribourg et des vestiges d'habitats mésolithique et néolithique sont retrouvés. Guy d'Ependes donna à l'abbaye d'Hauterive tout son alleu de Cormagens en 1148. Ancien fief des Tierstein, la localité releva des Anciennes Terres dès 1442 au plus tard (bannière de l'Hôpital), du district de Fribourg de 1798 à 1848. L'ancienne commune a toujours fait partie de la paroisse de Belfaux. Un incendie eut lieu en 1898. La localité, réuni administrativement à La Corbaz en 1866 (un seul Conseil communal), rejeta la fusion des deux communes en 1981. La construction du barrage du lac de Schiffenen de 1961 à 1964 et l'autoroute proche ont stoppé la dépopulation. Cormagens est actif dans l'élevage et les cultures. Alma SA (feuilles en matière plastique, 1938) attire de nombreux navetteurs.
En 2004, Cormagens fusionne avec ses voisines de La Corbaz et Lossy-Formangueires pour former la commune de La Sonnaz.

## Patrimoine bâti
la chapelle Saint-Théodule (1493), rebâtie en 1716, fut déplacée au village en 1844.

## Toponymie
1148 : Cormargin
Ancien nom allemand : Cormasing

## Démographie
Cormagens comptait 113 habitants en 1811, 68 en 1831, 123 en 1910, 61 en 1960, 107 en 2000 (20% de la population germanophone).